# Емих X фон Лайнинген-Хартенбург
Емих X фон Лайнинген-Хартенбург (на немски: Emich X von Leiningen-Hartenburg; * 1498; † 10 януари 1541 вероятно в Дюркхайм) от род Дом Лайнинген е граф на Лайнинген-Харденбург.
Той е син на граф Емих IX фон Лайнинген († 18 февруари 1535) и съпругата му Агнес фон Епщайн-Мюнценберг († 28 юли 1533), дъщеря на граф Готфрид XII фон Епенщайн-Диц-Мюнценберг (ок. 1465 – 1522) и Валпурга фон Салм (1440 – 1493), вдовица на граф Куно фон Золмс-Лих (1420 – 1477).
През 1519 г. баща му Емих IX разрешава на Емих X и брат му Енгелхард (1499 – 1553), домхер в Трир, съуправлението и се оттегля в Дагсбург в Лотарингия.
През 1529 г. Емих X и братята му Енгелхард, Лудвиг, Христоф и Ханс Хайнрих се събират в Харденбург и за да спасят, похабеното от баща им графство Лайнинген-Харденбург, се заклеват, че само най-големият от тях ще се ожени, за да не се разделя страната. Те се придържат към договора и баща им се оттегля почти напълно от управлението.
Емих X фон Лайнинген-Хартенбург умира на 43 гдини на 10 януари 1541 г. вероятно в Дюркхайм.

## Фамилия
Емих X фон Лайнинген-Хартенбург се жени на 17 юли 1537 г. за графиня Катарина фон Насау-Саарбрюкен (* 11 ноември 1517; † 1 януари 1553), дъщеря на граф Йохан Лудвиг фон Насау-Саарбрюкен (1472 – 1545) и втората му съпруга графиня Катарина фон Мьорс и Сарверден (ок. 1490 – 1547). Те имат децата: 
- Маргарета (* 6 юли 1538)
- Йохан Филип I (1539 – 1562), граф на Лайнинген-Дагсбург-Харденбург, женен на 15 декември 1560 г. за графиня Анна фон Мансфелд-Айзлебен (ок. 1560 – 1621), дъщеря на граф Йохан Георг I фон Мансфелд-Айзлебен и графиня Катарина фон Мансфелд-Хинтерорт
- Емих XI (1540 – 1593), граф на Лайнинген-Дагсбург-Фалкенбург, женен на 18 февруари 1577 г. в Хартенбург за фрайин Урсула фон Флекенщайн (1553 – 1595)